# Drimia nana
Drimia nana är en sparrisväxtart som först beskrevs av Deirdré Anne Snijman, och fick sitt nu gällande namn av John Charles Manning och Peter Goldblatt. Drimia nana ingår i släktet Drimia och familjen sparrisväxter. Inga underarter finns listade i Catalogue of Life.